# Bon-Jacques Ribet de Rugneville
Bon Jacques Gabriel Bernardin Ribet de Rugneville est un homme politique français né le 22 octobre 1746 à Néhou (Manche) et décédé le 3 novembre 1809 à Paris.

## Biographie
Bon-Jacques-Gabriel-Bernardin Ribet est le fils de Bon-Jacques Ribet (1703-1750), sieur des Crouttes, de la Becqueterie et du Hecquet, assesseur au bailliage de Saint-Sauveur-le-Vicomte et de Marie-Antoinette Le Comte. Il était en possession du manoir de Barneville héritée de sa mère, qu'il vendit avant 1798 à la famille Gauvain.
Armateur à Tourlaville, il est administrateur du département. Élu suppléant en 1791, il n'est pas appelé à siéger. Il est élu à Convention, votant la mort de Louis XVI « sous réserve de l'expulsion de la race des Bourbons ! ». Il est élu au Conseil des Anciens le 23 vendémiaire an IV (15 octobre 1795) et siège jusqu'en l'An VI.